# Jan Antonín Quitainer

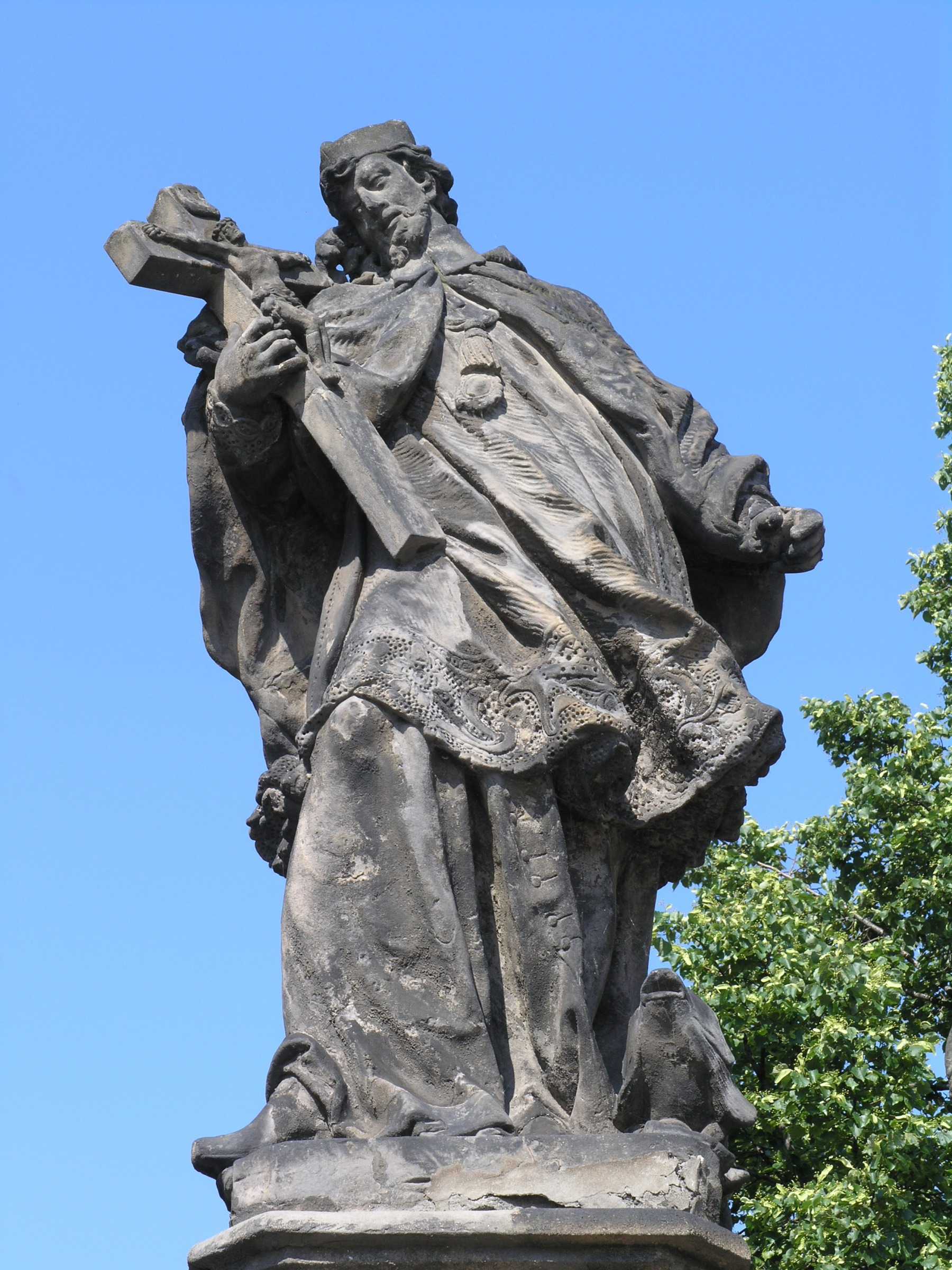
Jan Nepomucký ze sousoší na Pohořelci

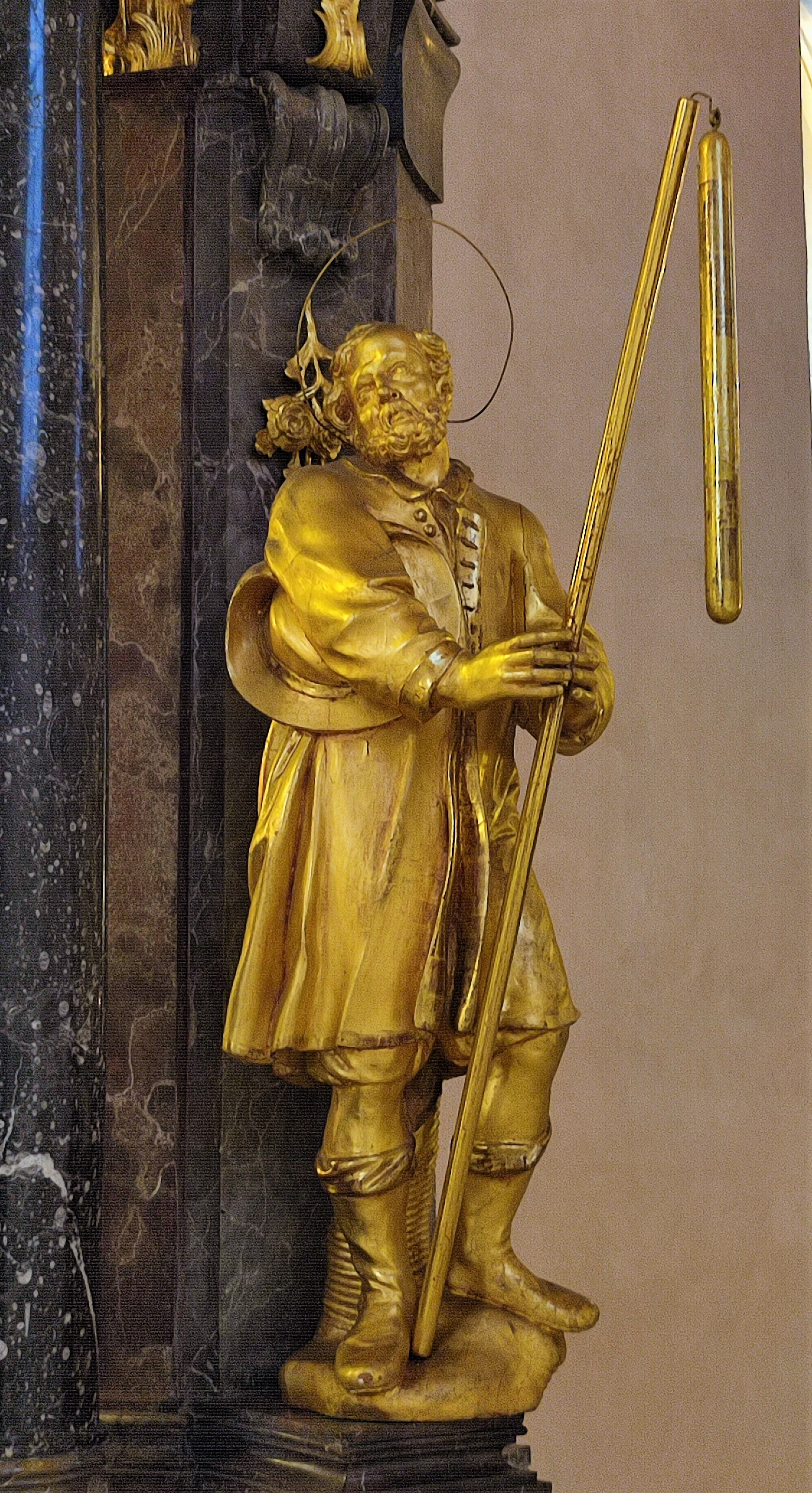
Sv. Isidor na oltáři sv. Martina, bazilika P.Marie na Strahově

Jan Antonín Quitainer (1709 – 1765), syn Ondřeje Filipa Quitainera, byl český pozdně barokní řezbář a sochař figuralista. Byl to velmi plodný, a také uznávaný umělec tvořící v duchu vrcholného baroka s příznaky nastupujícího rokoka.

## Život
Narodil se na Malé Straně, kde se také vyučil v dílně svého otce kamenosochaře Ondřeje Filipa Quitainera. Díky otcově zavedené firmě snadno získával zakázky. Dodával sochařskou výzdobu zejména pro pražské chrámy, např. augustiniánům do kostela sv. Tomáše, karmelitánům do kostela Panny Marie Vítězné, dominikánům do kostela sv. Jiljí, premonstrátům do kostela Nanebevzetí Panny Marie na Strahově nebo do kostela sv. Rocha na Strahovském nádvoří. Z mimopražských chrámů si zaslouží zmínku kaple sv. Anny v Panenských Břežanech, sousoší Kalvárie na návsi v Dolních Břežanech, signované AQ, které bylo roku 2012 nahrazeno kopií; originál byl přenesen do Lapidária Národního muzea. Quitainer byl pohřben na hřbitově u již zaniklého kostela svatého Jana Křtitele v bývalé části Malé Strany zvané Obora.

## Výběr z díla
- sochy Církevních Otců v chóru kostela sv. Tomáše, Praha - Malá Strana, dřevořezby, 1732-1733
- oltářní sochy v kostele sv. Jana Na Skalce, Praha, Nové Město
- sousoší sv. Jana Nepomuckého mezi anděly, pískovec, Na Pohořelci, Praha - Hradčany
- socha Panny Marie Immaculaty v nice nad vchodem do baziliky Nanebevzetí Panny Marie na Strahově, pískovec, Praha - Hradčany
- oltářní sochy v bazilice Nanebevzetí Panny Marie na Strahově, pozlacené dřevořezby, kolem 1744, Praha - Hradčany
- oltářní sochy v kostele sv. Jiljí, Praha, Staré Město, polychromované dřevořezby, 1751
- Sousoší Ukřižování s klečící Maří Magdalénou, Dolní Břežany, pískovec (kopie: Vojtěch Adamec mladší); skulptura sv. Maří Magdalény, klečící pod křížem s ukřižovaným Kristem[1]starší literatura je připisovala Ondřeji Quittainerovi a datovala do roku 1717 s úpravami a signaturou z roku 1760, poukazovala na ohlas kompozice a dynamiky tvarů Braunovy sv. Luitgardy z Karlova mostu; sochařským pojetím objemové plnosti souvisí se sochemi Brokofovy dílny a jeho následovníků. Novější literatura jako V. Vančura ji přesvědčivě datují jen do roku 1760, tzn. že je dílem syna Jana Antonína. Sousoší se vyznačuje osobitou bohatou modelací podstavy kříže, dekorace soklu se znakem pražského arcibiskupa se rozpadla před transferem, dochovala se signatura AQ 1760. Objednavatelem bylo pražské arcibiskupství, jemuž patřila celá obec.